# Пауки-волки
Пауки́-во́лки (лат. Lycosidae, от др.-греч. λύκος — «волк») — семейство аранеоморфных пауков из серии Entelegynae. Размеры тела наиболее крупных представителей превышают 30 мм. Насчитывают 2367 видов, объединяемых в 116 родов.

## Распространение и место обитания
Распространены повсеместно, за исключением Антарктиды. Чаще всего их можно встретить в странах с тёплым климатом.
Обитают они в травянистых лугах, кустарниках, среди опавшей листвы и под камнями, а самыми излюбленными местами являются места с повышенной степенью влажности — это леса, находящиеся недалеко от источников воды. Некоторые виды, например, представители рода Pirata, живут вблизи водоёмов и даже умеют нырять. В очень большой концентрации их можно обнаружить на земной подстилке и среди опавшей листвы.

## Описание
Как и другие пауки, пауки-волки имеют примитивную структуру тела: головогрудь главным образом используется для зрения, поглощения пищи, дыхания и выполняет локомоторную (двигательную) функцию, а брюшная полость несёт в себе все внутренние органы паука. По мере роста паука происходит линька.
Продолжительность жизни пауков-волков разнится в зависимости от размера вида. Мелкие виды живут полгода, те, что побольше, — от 2 лет и дольше. Зимуют оплодотворённые самки или молодые паучки.
При защите от хищников пауки-волки зависят от своей маскировки. Почти все виды сливаются с окружающей средой обитания.
Пауки-волки являются натуральными стабилизаторами численности насекомых, в связи с чем они очень важны в экосистеме.
Окрас обычно тёмный: бурый, серый или чёрный, но изредка встречаются и светлые пауки. Отличить самца от самки можно по следующим особенностям: во-первых, самцы меньше самок, во-вторых, темнее, в-третьих, передние конечности у самцов более развиты. Передние конечности используются самцами не только для спаривания, но и для привлечения внимания самок.

### Зрение

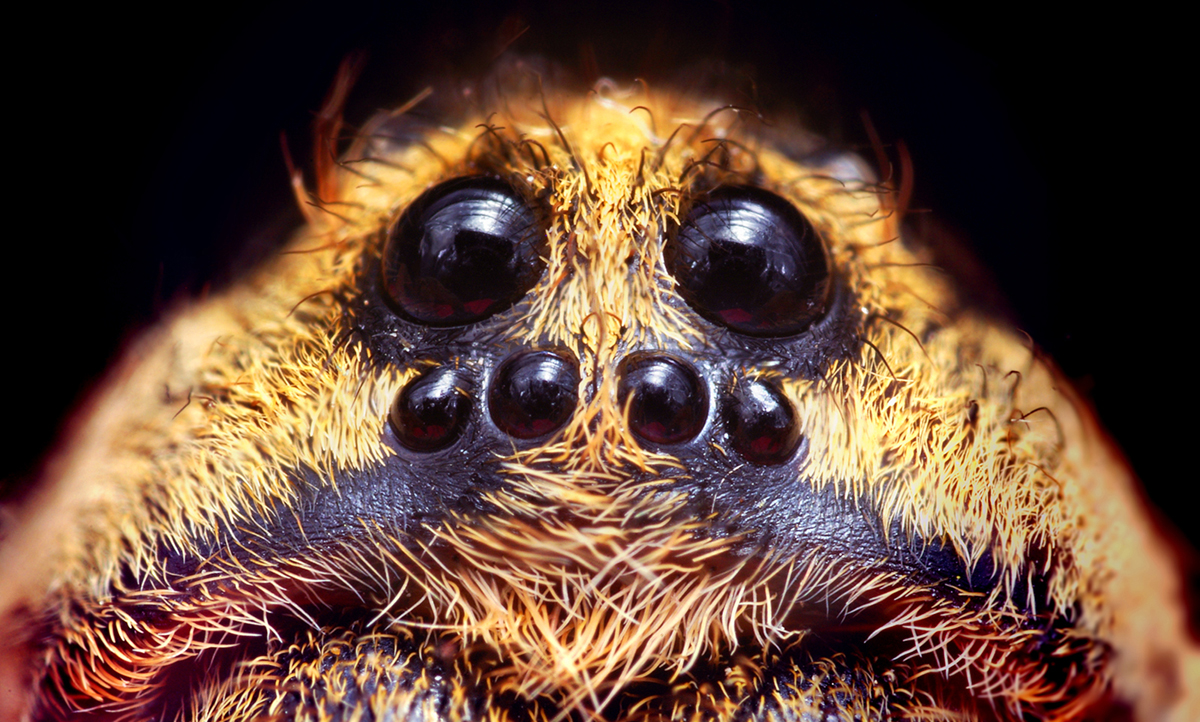
Расположение глаз у пауков-волков (вид из рода Hogna)

В основном у членов семейства ровно восемь глаз, которые расположены в три ряда: первый ряд (нижний) состоит из четырёх маленьких глаз, второй (средний) — из двух больших, и третий ряд (верхний) — из двух глаз, расположенных по бокам и чуть выше от средних глаз.
Зрение для этих пауков играет важную роль. Ведь только при помощи него пауки-волки обнаруживают добычу, хотя и обоняние у этих пауков также хорошо развито. Есть мнение, что пауки-волки видят свою добычу на расстоянии от 20 до 30 см, но не различают форму.

## Поведение и образ жизни
Пауки-волки — одиночки. Они блуждают по своей территории в поисках пищи или живут в норках, окутанных внутри толстым слоем паутины, покидая их ночью для охоты на насекомых или других более мелких пауков. Непосредственно в качестве ловушек паутину эти пауки не плетут.

### Питание
Пауки-волки, в основном, охотятся на жуков, но также не откажутся полакомиться мухами, более мелкими пауками, личинками насекомых и ногохвосток. В городских условиях питаются преимущественно тараканами, поскольку те в избытке водятся рядом с людьми и не способны оказать сопротивления пауку. Живущие в пещерах пауки охотятся ночью, но, сидя в пещере, не прочь поймать случайного прохожего. Бродячие виды этих пауков, настигнув добычу, прыжком набрасываются на жертву и придерживая передними лапами начинают поедать её. Прежде чем прыгнуть, паук страхуется, прикрепив паутину к месту, откуда будет совершаться прыжок.

### Спаривание
Спаривание у видов, живущих в умеренном климате, происходит летом, а у тропических видов — круглый год.
Ухаживание у пауков-волков начинается с посылания самцом сигналов для привлечения внимания самки. Самец покачивает передними конечностями и тихонько приближается к партнёрше. Если самец заинтересовал самку, она поворачивается к самцу, складывает передние лапы, по которым самец поднимется на спину, после чего происходит спаривание. Самец вводит в гениталии самки сперму при помощи копулятивного органа — цимбиума, расположенного на кончике педипальп самца. Для того, чтобы самец смог спариться с самкой, она помогает ему, поворачивая к нему своё брюшко.
После спаривания самка отыскивает укромный уголок, в котором она плетёт кокон, в который отложит яйца. После откладывания яиц самка заматывает кокон ещё несколькими слоями, чтобы придать ему шарообразный вид. Этот клубок самка будет носить ближайшие 2-3 недели на кончике брюшка, где он будет крепко прикреплён к прядильному органу.

### Забота о потомстве

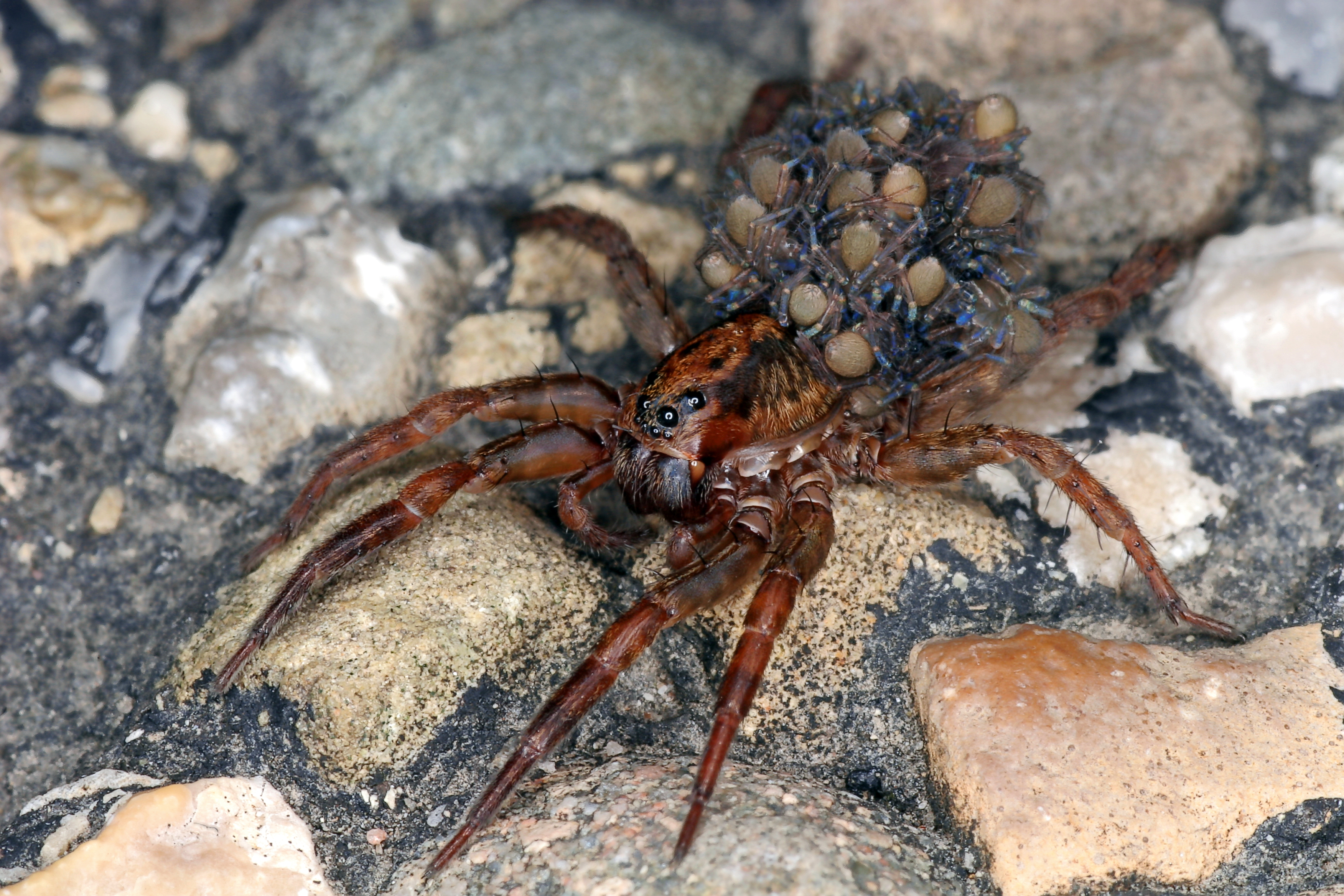
Самка с паучатами

Спустя несколько недель паучата начинают вылупляться. Почувствовав это, самка сбрасывает клубок и разрывает его хелицерами. Вылупившиеся паучата — маленькие копии своей матери. После вылупления самка забирает молодняк к себе на брюшко и возит до того момента, пока они уже не будут способны добывать пищу самостоятельно. Самка может возить на своём брюшке от сорока паучат, как это делают виды рода Pardosa, до ста, как у рода Lycosa. Паучков, перевозимых самкой может быть настолько много, что свободным местом останутся лишь её глаза.

## Токсичность

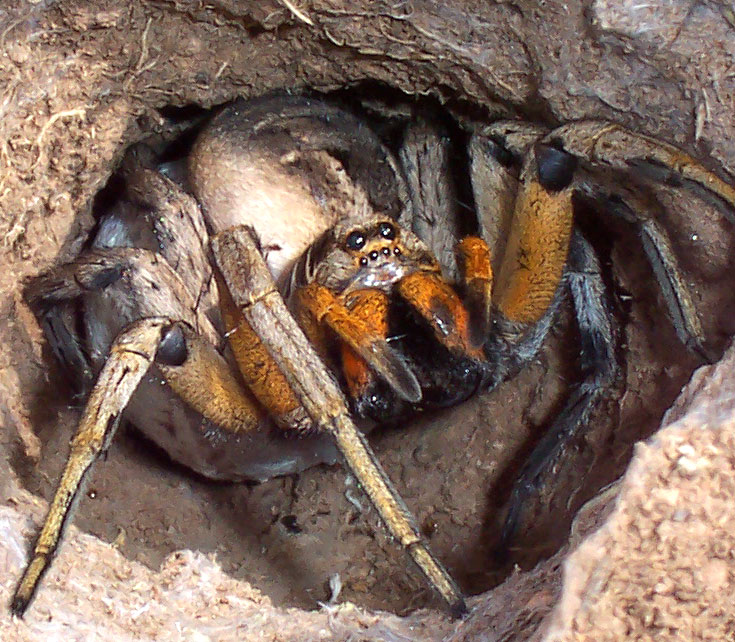
Хелицеры паука-волка

Пауки-волки — спокойные хищники, но если их непрерывно тревожить, то могут и укусить. Укус паука совсем не опасен, но иногда может вызвать зуд, покраснение или недолговременную боль. Однако укусы тропических видов пауков-волков часто вызывают длительную боль, отёк, головокружение, учащённый пульс и тошноту. В таком случае необходимо посетить врача. Раньше некоторые укусы были приписаны нескольким южно-американским видам, но дальнейшее исследование показало, что те проблемы, которые действительно происходили, являются причиной укусов членов других семейств пауков. С австралийскими пауками-волками также были связаны некротические раны, но подробное исследование также показало, что укусы пауков-волков не приводят к таким последствиям.

## Пауки-волки и человек
Поскольку пауки-волки имеют некоторое сходство с ядовитыми пауками-отшельниками из семейства Loxoscelidae, их убивают. Иногда пауки-волки забредают в дома к людям.